# ابومنصور طاهر اصفهانی
ابومنصور حسین بن طاهر بن زیلهٔ اصفهانی از دانشمندان ایرانی قرن چهارم و پنجم هجری و از شاگردان ابن سینا بود. وی در دانش‌های زمان خود بیشتر در ریاضیات مهارت داشت. او در سال ۴۴۰ هجری درگذشت.

## منبع
صفا، ذبیح‌الله، تاریخ ادبیات ایران(جلد یکم)، انتشارات فردوس، چاپ هفدهم